# 太平洋水泥
太平洋水泥（日语：太平洋セメント）是一家日本水泥公司。

## 历史

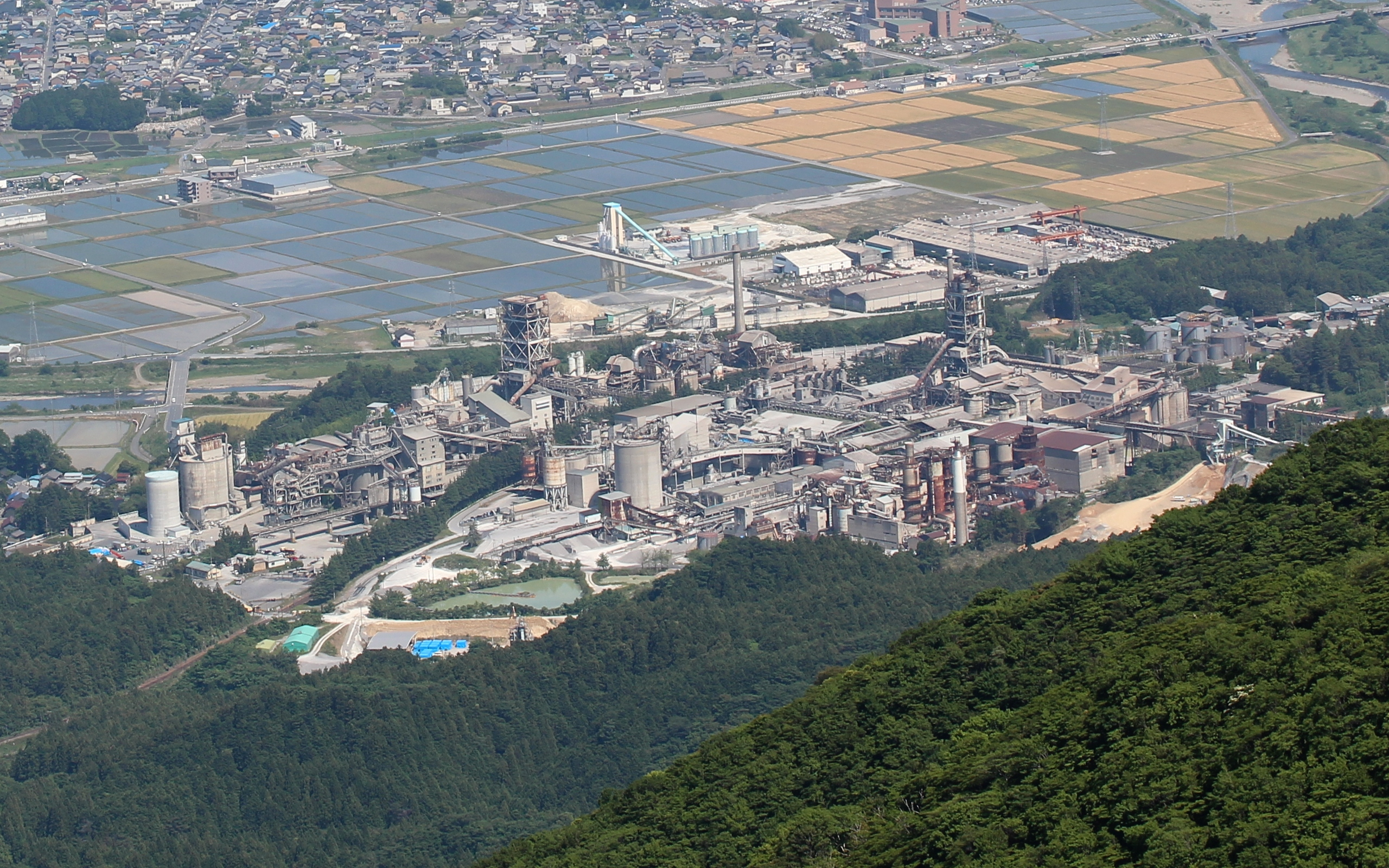
藤原工厂

1881年笠井顺八成立水泥公司，后变更为小野田水泥。1883年淺野總一郎浅野水泥成立，1947年变更为日本水泥。1923年秩父水泥成立，1994秩父水泥和小野田水泥合并，1998年又和日本水泥合并而成。

## 历代社长
- 初代社长 笠井顺八（日语：笠井順八）
- 2代社长 河北勘七
- 3代社长 福原荣太郎
- 4代社长 笠井真三
- 5代社长 狩野宗三
- 6代社长 河内通祐
- 7代社长 安藤丰禄
- 8代社长 森清治
- 9代社长 松本幸市
- 10代社长 大岛健司
- 11代社长 今村一辅
- 12代社长 平贺一次